# Vandenberg Space Force Base Lanceercomplex 3
Vandenberg Space Force Base - Space Launch Complex 3 (afgekort SLC-3) is een lanceercomplex op lanceerbasis Vandenberg Space Force Base in de Amerikaanse staat Californië. Het bevat twee lanceerplatforms waarvan er een SLC-3W, buiten werking is en het andere SLC-3E wordt omgebouwd voor de United Launch Alliance Vulcan. De letters "W" en "E" staan voor West en East (oost).

## Geschiedenis
Het complex werd in de jaren 1950 aangelegd als Point Arguello Launch Complex 1 (PALC-1) op Naval Missile Facility Point Arguello een marine faciliteit waar in het kader van het MIDAS-programma met een Atlas-Agena satellieten werden gelanceerd.
Het bevatte twee lanceerplatforms; PALC-1-1 was het westelijker gelegen platform en PALC-1-2 het oostelijker platform. Nadat de US Air Force in 1964 het lanceerterrein van de marine overnam en bij Vandenberg Air Force Base voegde werden de platforms hernoemd tot Space Launch Complex 3W (SLC-3W) en Space Launch Complex 3E (SLC-3E). Beide lanceerplaatsen gebruikten een architectuur met een mobiele overkapping die op rails staat. Het klaarmaken van de raket gebeurt op het lanceerplatform waarna de overkapping werd weggereden. Op platform W is die constructie na de laatste Atlas-lancering gesloopt, op platform E is deze in de loop der jaren steeds op het rakettype aangepast en nog altijd in gebruik.

### SLC-3W

#### Atlas LV3
De Atlas LV3 werd van 1960 t/m 1962 negen keer van platform W gelanceerd. Twee keer met een Agena A en zeven keer met een Agena B als tweede trap.

#### Thor-Agena
De Thor SLV2A-Agena D werd van 1963 t/m 1966 zeven keer vanaf platform W gelanceerd.

#### Thorad-Agena
De Thorad SLV-G-Agena D werd van 1968 t/m 1972 negentien keer vanaf platform W gelanceerd. Het verschil met de eerdere Thor-Agena was dat de Thorad een vergrootte Thor-trap had en van drie aanhaakboosters was voorzien.

#### Atlas E/F
Van 1974 t/m 1995 werd de Atlas E/F met een keur aan tweede trappen 34 keer van platform W gelanceerd. In 1995 was de laatste lancering van dit platform.

#### Falcon 1
Lanceercomplex 3W werd na enkele jaren braakligging verhuurd aan het toen pas opgerichte lanceerbedrijf SpaceX dat er een simpele lanceerinstallatie voor de Falcon 1 bouwde. De hoofdmotor van de Falcon 1 werd er gestart voor statische tests, maar er kwam geen toestemming voor een eerste lancering. Dit kwam doordat de United States Air Force in 2005 even verderop de laatste Titan IV-raket met een dure satelliet had klaarstaan. De voorbereiding van die lancering werd door veel tegenslag en maanden langer vertragingen geplaagd en de Air Force wilde niet riskeren dat er een nieuwe onbewezen raket over lanceercomplex 4 zou vliegen. SpaceX besloot testlanceringen dan maar naar Kwajalein te verplaatsen. Na 5 lanceringen van Kwajalein werden verdere lanceringen van Falcon 1 geannuleerd en had SpaceX het terrein niet meer nodig. Voor de veel grotere Falcon 9 die de Falcon 1 opvolgde werd complex 4E ingericht.

### SLC-3E

#### Atlas LV3
De Atlas LV3 werd negen keer van platform E gelanceerd. Alle keren was deze voorzien van een Agena-B als tweede trap.

#### Atlas SLV3
De Atlas SLV3 werd van 1966 t/m 1968 vier keer van platform E gelanceerd. Driemaal met een Agena D als tweede trap en eenmaal met een Burner-2 die rond een Star 37-motor was ontworpen.

#### Atlas E/F CGS-1
De Atlas E/F was een variant van de Atlasraket die van verschillende typen tweede trap kon worden voorzien. Er werden van 1978 t/m 1981 zeven stuks gelanceerd van platform E; Allen met de CGS-1 als tweede trap.

#### Atlas H
De Atlas H was een Atlas-variant zonder tweede trap en gold dus als anderhalvetraps-raket. De booster-sustainer-trap was vrijwel gelijk aan die van de Atlas G. Deze werd tussen 1983 en 1987 vijf maal van dit complex gelanceerd.

#### Atlas II
Van de Atlas II werden er tussen 1999 en 2003 drie stuks gelanceerd: allen in de AS configuratie.

#### Atlas V
Van 2008 tot 2022 werd het complex gebruikt voor de lancering van zeventien Atlas V raketten. De meest in het oog springende lancering was die van InSight naar Mars. Verder ging het vooral om spionage- en observatiesatellieten.

#### Vulcan
Nadat op 10 november 2022 de laatste Atlas V van SLC-3E was gelanceerd werd begonnen met het aanpassen van het voor diens opvolger Vulcan. Anders dan SLC-41 op Cape Canaveral is dit platform niet geschikt om er meer dan een raket-type te lanceren en is er dus voor een harde transitie gekozen. United Launch Alliance hoopt de verbouwing begin 2025 af te ronden. Anno januari 2024 staat voor zover bekend de eerste Vulcanlancering van complex 3E gepland voor december 2025.